# Chlewnica
Chlewnica (kaszb. Chléwnica, niem. Karlshöhe) – wieś w Polsce położona w województwie pomorskim, w powiecie słupskim, w gminie Potęgowo przy drodze krajowej nr 6 (E28).
W latach 1975–1998 miejscowość administracyjnie należała do województwa słupskiego.

## Nazwa
Nazwa miejscowości jest tzw. chrztem nazewniczym i ma charakter pseudokulturowy. Powstała przez dodanie do nazwy pospolitej chlew formantu -nica. Pierwotna niemiecka nazwa Karlshöhe ma charakter pamiątkowy i jest złożeniem dwóch członów: nazwy osobowej Karl „Karol” i nazwy pospolitej Höhe „wyżyna, wysoczyzna”.
Rada Języka Kaszubskiego proponuje opartą na polskiej kaszubską formę nazwy Chléwnica.